# Monumento a Richard Wagner (Berlino)

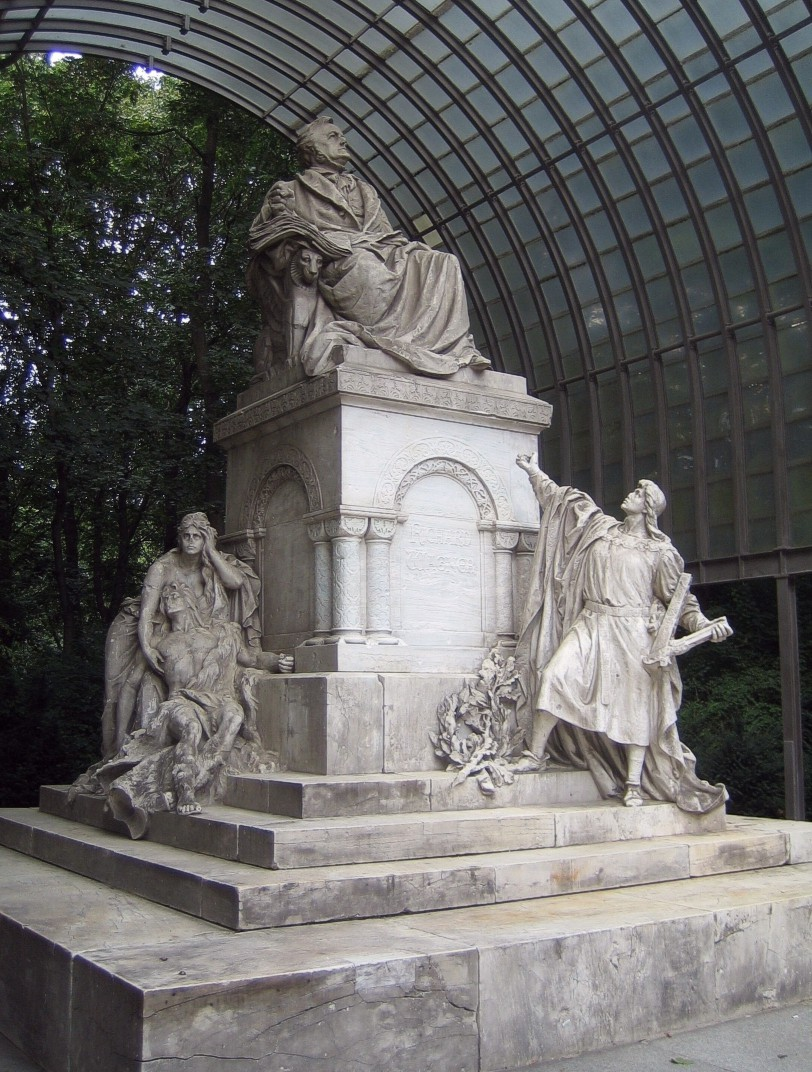
Il monumento nel 2007

Il monumento di Richard Wagner (in tedesco: Richard-Wagner-Denkmal) è una scultura commemorativa di Richard Wagner di Gustav Eberlein, situata a Tiergarten, a Berlino, in Germania. È stato creato durante il 1901-1903 ed è posto lungo il Tiergartenstraße di fronte all'ambasciata indiana. Descrive Wagner in una posa seduta ed è coperto da un tetto.